# Хосе Мануель Контрерас
Хосе Мануель Контрерас (ісп. José Manuel "El Moyo" Contreras; 19 січня 1986, Хутьяпа, Гватемала) — гватемальський футболіст, півзахисник клубу «Антигуа Гватемала» і збірної Гватемали.

## Клубна кар'єра
Контрерас розпочав кар'єру в клубі «Комунікасьйонес». У 2004 році він дебютував у Лізі Насьйональ. У 2008 році Хосе перейшов у аргентинський «Арсенал» з Саранді. 31 серпня в матчі проти «Естудіантеса» він дебютував в аргентинській Прімері.
Контрерас не зміг виграти конкуренцію за місце в основі і через рік приєднався до уругвайського «Фенікса». 13 вересня 2009 року в матчі проти «Монтевідео Вондерерз» він дебютував в уругвайській Прімері.
На початку 2010 року Хосе повернувся в Гватемалу, ставши футболістом «Шелаху». 21 січня в поєдинку проти «Депортіво Шинабахул» він забив свій перший гол за нову команду. Влітку того ж року Контрерас повернувся в «Комунікасьйонес» і допоміг клубу знову виграти національну першість.
Влітку 2011 року Хосе перейшов у чилійський «Універсідад де Консепсьйон». 14 серпня в матчі проти «Коло-Коло» він дебютував у чилійській Прімері. У цьому ж поєдинку Контрерас забив свій перший гол за нову команду.
Влітку 2013 року відбувся третій прихід гравця в «Комунікасьйонес». Хосе був призначений капітаном команди і ще кілька разів став чемпіоном країни. 26 вересня 2014 року в матчі Ліги чемпіоном КОНКАКАФ проти пуерториканського «Байямона» Контрерас забив гол.

## Міжнародна кар'єра
16 серпня 2006 року в товариському матчі проти збірної Гаїті Контрерас дебютував за збірну Гватемали.
У 2007 році Хосе у складі збірної взяв участь у Золотому кубку КОНКАКАФ. На турнірі він зіграв у матчах проти команд Сальвадора, США, Тринідаду і Тобаго і Канади. У поєдинку проти сальвадорців Контрерас забив свій перший гол за національну команду.
У 2011 році Хосе вдруге взяв участь у розіграші Золотого кубка КОНКАКАФ. На турнірі він зіграв у матчі проти Гондурасу і Ямайки.
У 2015 році Контрерас в третій раз взяв участь в розіграші Золотого кубка КОНКАКАФ. На турнірі він зіграв у матчі проти збірної Мексики і Тринідаду і Тобаго.

### Голи за збірну Сальвадору
| #   | Дата            | Місце                                      | Суперник   | Рахунок | Результат | Турнір                             |
| --- | --------------- | ------------------------------------------ | ---------- | ------- | --------- | ---------------------------------- |
| 01. | 9 червня 2007   | Стабхаб Сентер, Карсон, США                | Сальвадор  | 1:0     | 1:0       | Золотий кубок КОНКАКАФ 2007        |
| 02. | 10 вересня 2008 | Матео Флорес, Гватемала, Гватемала         | Куба       | 4:1     | 4:1       | Кваліфікація ЧС-2010               |
| 03. | 22 січня 2013   | Національный стадіон, Сан-Хосе, Коста-Рика | Коста-Рика | 1:1     | 1:1       | Центральноамериканський кубок 2013 |
| 04. | 6 лютого 2013   | Сан Лайф Стедіум, Маямі, США               | Колумбія   | 1:4     | 1:4       | Товариський матч                   |
| 05. | 14 сурпня 2014  | Пенсатіво, Антигуа-Гуатемала, Гватемала    | Нікарагуа  | 1:0     | 3:0       | Товариський матч                   |

## Досягнення
Командні
 «Комунікасьйонес»
- Чемпіон Гватемали: Апертура 2010, Апертура 2013, Клаусура 2013, Апертура 2014, Клаусура 2014, Клаусура 2015